# Marco Airosa
Marco Ibraim de Sousa Airosa (Luanda, 1984. augusztus 6. –) angolai válogatott labdarúgó.

## Pályafutása

### Klubcsapatban
Luandában született. A Pescadores csapatában kezdett futballozni, de a pályafutása nagy részét Portugáliában és Cipruson töltötte. Játszott többek között az Alverca, a Barreirense, az União Leiria, az Olhanense, a Fátima, a Nacional, az Aves és az AÉ Lemeszú együttesében. 

### A válogatottban
2006 és 2013 között 26 mérkőzésen szerepelt az angolai válogatottban. Részt vett a 2008-as, 2012-es és a 2013-as afrikai nemzetek kupáján, valamint a 2006-os világbajnokságon.